# Henry Cogan
Pour les articles homonymes, voir Cogan.
Henry Cogan  est un homme politique canadien de la Colombie-Britannique. Il est député provincial indépendant de la circonscription britanno-colombienne de Esquimalt de 1871 à 1875.